# Hesperins
Els hesperins (Hesperiinae) són una subfamília de lepidòpters papilionoïdeus de la família dels hespèrids (Hesperiidae). Es coneixen 325 gèneres i 2.000 espècies de distribució cosmopolita, la meitat d'elles neotropicals.

## Característiques
En repòs mantenen les ales en una disposició particular, amb anteriors horitzontals i les posteriors mig obertes, formant un angle amb les davanteres. La vena M2 de l'ala anterior està marcadament corbada cap a la vena M3.

## Història natural
Les erugues s'alimenten principalment de monocotiledònies; algunes espècies s'han especialitzat a perforar les arrels i les tiges de Yucca i d'Agave.
Abans s'agrupaven en una subfamília separada (Megathyninae), però els caràcters particulars que presenten es deuen, fonamentalment, a l'alt grau d'especialització assolit.

## Tribus
- Aeromachini
- Ampittiini
- Anthoptini
- Baorini
- Calpodini
- Erionotini
- Hesperiini
- Moncini
- Taractocerini
- Thymelicini